# Église Notre-Dame-de-Toute-Grâce du plateau d'Assy
Pour les articles homonymes, voir Église Notre-Dame et Notre-Dame.
Notre-Dame-de-Toute-Grâce est une église catholique construite dans la première moitié du XXe siècle, de 1937 à 1946, sur le plateau d'Assy, à exactement 1 000 mètres d'altitude, face à la chaîne du Mont Blanc, sur le territoire de la commune de Passy (Haute-Savoie), à l'initiative du chanoine Jean Devémy (1896-1981), par l'architecte savoyard Maurice Novarina.
Elle doit sa célébrité à sa décoration, réalisée par les plus grands artistes de l'époque. Elle est considérée comme l’un des édifices majeurs du renouveau de l'art sacré au XXe siècle. Au moment de sa consécration, en 1950, cette église résolument tournée vers l'art moderne choqua une partie traditionaliste du clergé français, accoutumée à plus de classicisme. 
Depuis le 11 juin 2004, Notre-Dame-de-Toute-Grâce est classée au titre des monuments historiques.

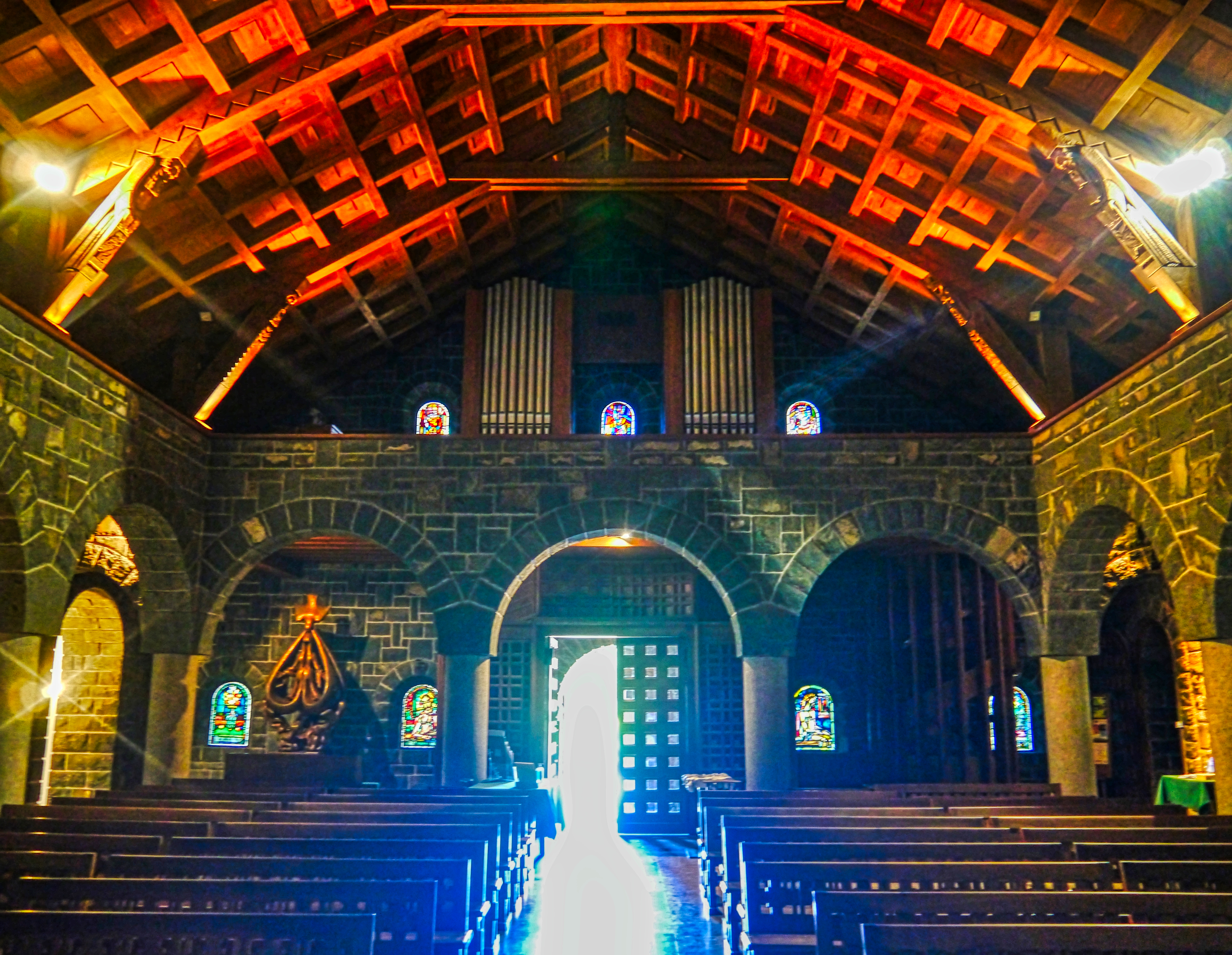
La nef côté entrée et orgue.

## Situation
L'église est située sur une petite place du plateau d'Assy, près de la rue de l'Église, et en contrebas de la route du docteur Paul-Émile Davy.

## Historique
Avant la Seconde Guerre mondiale, le plateau d'Assy est une station sanatoriale réputée, qui accueille les malades atteints de la tuberculose. On y compte alors une vingtaine d'établissements de soins (sanatoriums). Certains ont une petite chapelle ; dans les autres, les malades sont visités par des aumôniers. Mais, dans ce lieu isolé, il n'y a pas d'église.
Dès 1935, le chanoine Devémy, aumônier du sanatorium de Sancellemoz, pense à bâtir une église pour les malades et le personnel sédentaire du plateau d'Assy. Il décide, après accord de Mgr Florent du Bois de la Villerabel, évêque d’Annecy, de lancer un concours d'architectes qui a lieu en 1937, et au terme duquel il confie la réalisation de l'église au jeune architecte savoyard Maurice Novarina, qui s'engage dans l'édification d'une église, sans prétention. Pour la construction, il décide d'utiliser les matériaux de la région : une pierre du pays (une carrière est ouverte à cet effet), le bois et l'ardoise. Les travaux sont confiés à des entreprises régionales. Ils commencent en 1938 et sont terminés, pour le gros œuvre, avant la déclaration de guerre. 
Alors que l'église sort de terre, le chanoine Devémy a envie de la décorer. Il veut trouver, pour « son » église, un petit « bijou ». Ami de l'artiste et père dominicain Marie-Alain Couturier, il est invité par celui-ci à Paris pour visiter une exposition. Il tombe en arrêt devant un vitrail de Rouault, représentant un Christ de la Passion. Il rentre à Assy, regarde les mesures des fenêtres de son église : l'œuvre de Rouault s'enchâsse exactement dans les cadres de pierre ! C'est, dit-il, « le miracle d'Assy ». 
En 1941, l'église est bénie et la crypte ouverte au culte.

## Description

### L'architecture
Maurice Novarina a construit l'église en pierre verte du pays, le grès de Taveyannaz, conçue à l’image des robustes chalets savoyards. Enveloppé d'un toit à double pan capable de supporter de lourdes charges de neige, dans une région où celle-ci est particulièrement abondante, l'édifice est solidement ancré au sol.
L'église, cette arche immobile, est surmontée d'un clocher massif de vingt-huit mètres de haut, dont la verticale contrôlée lui permet de s'insérer sans heurt dans la tectonique du paysage, relançant et allégeant la structure. Par ailleurs, huit piliers massifs soutiennent un auvent profond de cinq mètres. L’intérieur ressemble à une chapelle romane, avec une nef flanquée de deux bas-côtés. Le chœur, en hémicycle, est entouré d’un déambulatoire et surplombe la crypte. Les différents volumes sont séparés par des arcades en plein cintre montées sur des piliers monolithes.

### La décoration: un écrin d'œuvres modernes
Ce qui a fait la notoriété internationale de Notre-Dame-de-Toute-Grâce, c'est sa décoration confiée par l'abbé Devémy aux plus grands maîtres de la première moitié du XXe siècle. De ce fait, l'humble église de montagne s'est transformée en un véritable manifeste des mouvements artistiques de cette époque, marquant un renouveau de l’art sacré.
Par un jeu d'amitiés sincères, l'abbé contacte, grâce à son ami le père Couturier, les artistes les plus importants de l'époque, qui acceptent tous de collaborer au projet avec enthousiasme. Parmi ceux-ci, Georges Rouault, Pierre Bonnard, Fernand Léger, Jean Lurçat et son élève Paul Cosandier, Odette Ducarre, Germaine Richier, Jean Bazaine, Henri Matisse, Georges Braque, Jacques Lipchitz, Marc Chagall, Jean Constant Demaison, Ladislas Kijno, Claude Mary, Carlo Sergio Signori, Théodore Strawinsky, etc., vinrent signer peintures, sculptures, tapisserie, vitraux, céramiques, mosaïques, pièces d'ameublement et objets de culte.
Les artistes ont été choisis pour leurs qualités artistiques et non pour leur engagement religieux, ce qui provoqua une vive polémique (la « querelle de l’art sacré »).

## Un véritable manifeste d'art moderne
Dans une conférence qu'il prononça en 1996 devant l'Académie des beaux-arts, l'architecte Maurice Novarina évoqua l'admiration et la reconnaissance qu'il portait à tous les artistes qui acceptèrent de collaborer à cette « épopée architecturale » :
« Il s'agissait des plus grands noms du moment, tous habitués à des actions personnelles. Aucun n'a hésité à porter son talent dans le cadre unique de cette église répondant à un programme religieux précis, quelle que soit sa confession. »
Et il commenta quelques-unes des œuvres.

### La façade
- Fernand Léger (1881-1955)
  - Litanies de la Vierge (mosaïque au fronton)

« À Fernand Léger est confiée la décoration du mur derrière les colonnes du porche de l'église. C'est une immense mosaïque réalisée par Gaudin. "C'est - écrit Bernard Dorival - une œuvre magistrale de couleurs et de richesse, d'une monumentalité qui prouvait, sans nul doute possible, que l'artiste avait trouvé là son domaine et qu'il était qualifié pour se mesurer avec ce vaste mur." Les lourdes colonnes de [grès] vert, par un contraste calculé, servent à faire valoir en contrepoint l'admirable mosaïque de Fernand Léger qui réchauffe, éclaire et fait rayonner la façade. Fernand Léger a ajouté de la beauté à l'un des plus beaux paysages du monde, tout en s'accordant avec son caractère. Quand Léger est arrivé un beau matin sur le terre-plein devant son œuvre magistrale qui venait de se terminer, j'étais à ses côtés et je le tenais par le bras. Tout à coup, je l'ai senti vaciller et il m'a serré fortement la main. Son émotion était grande, il avait des larmes dans les yeux. Cet homme, d'aspect rude comme un rocher, était d'une grande sensibilité. Je me suis permis de lui dire : "Maître, vous êtes touché par la Grâce !" Un peu bougon et plein de pudeur, il s'est penché brusquement vers moi et m'a dit quelques mots émouvants. La lumière était en lui. »

### À l'intérieur
- Jean Bazaine (1904-2001)
  - Vitraux

« Au-dessus de l'entrée, les vitraux de Bazaine, au niveau de la tribune, sont d'une toute autre nature. Dans l'alternance des jaunes et des bleus, passe un grand flot de lumière victorieuse et d'invincible espérance. »
- Paul Berçot (1898-1970)
  - Saint Vincent de Paul et Saint François d'Assise (vitraux des bas-côtés)

- Pierre Bonnard (1867-1947)
  - Saint François de Sales (peinture)

« Nous retrouvons, ici, les nuances légères, les accords mineurs si chers au cœur de Bonnard. Cependant, la perfection de cette toile mauve, flottant sur des lointains bleutés et des ciels orangés, n'apparaît pas à un regard inattentif ; il faut y adhérer avec une sympathie personnelle qui reçoit immédiatement sa réponse. Pour cette œuvre exécutée quelques mois avant sa mort, Bonnard s'était préalablement beaucoup intéressé à la vie de saint François de Sales, ce grand docteur de l'Église, évêque de Genève. Après de longues recherches et de longues études, son œuvre fut d'abord exposée à Paris, à la Galerie Maeght. Malgré son état maladif et son éloignement de Paris, Bonnard se souvint qu'il avait oublié l'auréole dans le portrait de ce grand saint. Il se déplaça, revint spécialement à Paris pour réaliser cette auréole... et il dit ensuite à son entourage : "Maintenant, vraiment, je peux m'en aller !" »
Cette peinture a été réalisée afin de rendre hommage au dévouement aux malades du docteur Jean Terrasse, son neveu décédé,,.
- Georges Braque (1882-1963)
  - Symbole eucharistique (bas-relief en bronze à la cire perdue)

« Sur l'autel, au-dessous de la céramique, Braque avait sculpté, d'un ciseau original et impérieux, le symbole eucharistique très souvent répété du poisson, surmonté par le mot Ixtus. Malheureusement, l'œuvre a été volée et remplacée, grâce à la générosité de la famille Braque, par une deuxième version. Tout le génie de Braque s'est concentré dans cette surface réduite, dont il a su faire un admirable acte de foi. »
- Maurice Brianchon (1899-1979)
  - Saint Louis et Sainte Jeanne-d'Arc (vitraux des bas-côtés)

- Marc Chagall (1887-1985) est l'auteur du baptistère.
  - Passage de la mer Rouge (céramique) aux personnages en apesanteur, guidés par leur patriarche revêtu de jaune, Moïse.

« Les fonts baptismaux, situés sous le clocher, ont été décorés par Chagall, qui a donné libre cours à son inspiration en exécutant cette céramique sur des thèmes bibliques qui lui sont familiers. Nous devons aussi à Chagall deux bas-reliefs en marbre blanc et deux vitraux aux teintes douces, destinés à matérialiser les rites et les symboles du baptême. »
- Jean Constant-Demaison (1911-1999)
  - Moïse et Isaïe, les quatre Évangélistes, Saint Bernard de Clairvaux et Irénée de Lyon (Sculptures de la charpente en bois)

- Marie-Alain Couturier (1897-1954)
  - L'Archange Raphaël et Sainte Thérèse de Lisieux (vitraux des bas-côtés)

- Odette Ducarre
  - Missel d'autel

- Jacques Lipchitz (1891-1973)
  - Notre-Dame-de-Liesse (sculpture)

« À droite du porche de l'église, près des confessionnaux, une très belle sculpture de Lipchitz marque l'entrée des fonts baptismaux. L'artiste a signé son travail par ces paroles émouvantes : "Jacob Lipchitz, juif fidèle à la foi de ses ancêtres, a fait cette Vierge pour la bonne entente des hommes sur la terre afin que l'Esprit règne." »
- Adeline Hébert-Stevens (1917-1999)
  - Notre-Dame des Sept Douleurs (vitrail des bas-côtés)

- Jean Lurçat (1892-1966)
  - Tapisserie (située dans le chœur)

« En pénétrant dans la nef, nous sommes saisis et fascinés par la tapisserie de Lurçat. Œuvre de visionnaire, qui tourbillonne dans un flamboiement de formes exubérantes de noir, de blanc, de couleurs alternées. Cette tapisserie monumentale, au caractère tourmenté, digne des plus belles fresques romanes, est un spectacle saisissant. Lurçat m'a dit, il y a longtemps : "J'ai bataillé durant trente ans pour rendre à la laine sa franchise." »
- Henri Matisse (1869-1964) est le concepteur de l'autel à gauche de la nef. 
  - Saint Dominique (céramique)

« Au-dessus de l'autel Nord , une céramique de Matisse représente saint Dominique, patron des Dominicains. André Chastel reconnaît dans cette œuvre « une écriture simple et grave. »
- Germaine Richier (1904-1959) :
  - Christ en croix (sculpture)

« Germaine Richier a exécuté un Christ extraordinaire. Elle lui a donné une autre expression que celle d'une indicible souffrance. Le caractère semi-figuratif de son œuvre nous entraîne à une méditation déchirée, qui débouche enfin sur la tendresse et sur un incomparable amour. »
Cette sculpture, considérée comme iconoclaste par l'évêque d'Annecy, a passé vingt ans dans un placard de la sacristie à l'abri des regards, avant de reprendre la place qui lui était destinée dans le chœur.
- Georges Rouault (1871-1958)
  - Flagellation (vitrail)
  - Christ des douleurs
  - Bouquet de fleurs (vitrail)

« En liaison avec le Christ des douleurs, Georges Rouault conçut les vitraux qui garnissent les fenêtres inférieures de la façade. Deux de ces vitraux sont consacrés aux scènes de la Passion. Dans la chapelle des Morts,  sainte Véronique, mélange extraordinaire de pureté et de grâce mystique. On remarque, avec une certaine perplexité, les deux "vitraux aux fleurs", qui prolongent, de part et d'autre de l'entrée, les deux attitudes du Christ souffrant. Chaque bouquet est souligné par ces quelques notes qui déconcertent : à gauche, "il a été maltraité et opprimé" et, à droite, "il n'a pas ouvert la bouche". Mots tirés du prophète Isaïe et qui nous reportent manifestement à la Passion. C'est le thème des cinq vitraux de Rouault et c'est, en même temps, leur unité à travers la trilogie verbale de la Passion, de la souffrance et de la maladie. Pouvait-on mieux qu'au plateau d'Assy, lieu d'attente de la santé, associer la souffrance sous les traits du Christ des douleurs, et l'espoir sous la forme fleurie qui l'évoque ? Je rappelle que Rouault, à qui nous avions proposé cette réalisation, nous avait dit toute sa joie ; mais il avait ajouté : "Pourquoi avez-vous attendu que je sois si près de mon dernier voyage pour me confier cette œuvre importante ?" »
- Carlo Sergio Signori (1906-1988)
  - Cuve du baptistère

« La cuve baptismale de Signori, en marbre de Carrare, a l'élégance et l'achèvement d'une fleur, ouvrant la pureté de son calice aux eaux jaillissantes de la grâce. »

### Dans la crypte
- Ladislas Kijno (1921-2013)
  - La Cène (peinture)

- Claude Mary (1929-)
  - Tabernacle

- Théodore Strawinsky (1907-1989)
  - Saint Joseph et Sainte Thérèse de Lisieux (mosaïques)

- Marguerite Huré (1895-1967)
  - Vitraux

### Sur le parvis de l'église
En août 2000 a été inaugurée la sculpture monumentale Plaidoyer pour les Droits de l'Homme de Gilles Roussi devant la petite église. Cependant, Novarina, s'étant élevé dès 1995 contre la construction de cette sculpture érigée à une cinquantaine de mètres de l'entrée de « son » église, n'assista pas à l'inauguration.
L'œuvre est un obélisque de six mètres de haut, en acier inox poli, sur lequel est gravé le texte de la déclaration universelle des droits de l'homme. Sa base est en béton. Son implantation a été approuvée par les architectes des Monuments de France. Son coût s'est élevé à 800 000 francs français pris en charge pour les trois quarts par la région Rhône-Alpes et pour un quart par des sponsors privés. La logistique a été assurée par la commune. Pour l'anecdote, le sculpteur a remercié « toutes les villes qui ont refusé mon projet […]. Cela ne fait jamais que vingt ans que je me balade avec. »

## Visites aujourd'hui
L'église se visite gratuitement aujourd'hui. L'office de tourisme accueille des visiteurs et propose des visites guidées avec les Guides Savoie Mont Blanc pour tous les publics. De plus, pendant l'été, des guides de l'association CASA (pour Communautés d'Accueil dans les Sites Artistiques) accueillent sur place et font visiter bénévolement l'église pour mieux comprendre ce chef-d'œuvre de façon historique, artistique et spirituelle. 